# 曲维枝
曲维枝（1944年4月—），女，汉族，山东牟平人，中华人民共和国政治人物，曾任信息产业部副部长、党组成员，国务院信息化工作办公室常务副主任、党组副书记。